# Bonito Oriental
Bonito Oriental (uit het Spaans: "Het mooie oosten") is een gemeente (gemeentecode 0210) in het departement Colón in Honduras.
De gemeente is relatief jong. Ze is in 1987 afgesplitst van de gemeente Trujillo. Door de gemeente loopt de rivier Aguán.
Bonito Oriental is een belangrijke locatie in het boek The Mosquito Coast van Paul Theroux. In het boek is het een afgelegen plek die moeilijk te bereiken is. In werkelijk lag Bonito Oriental toen Theroux het boek schreef al minder dan 2 km van een geasfalteerde weg.

## Bevolking
De bevolking is als volgt verdeeld:
| Vrouwen | 14.767 | 50,8% |
| Mannen  | 14.320 | 49,2% |

## Dorpen
De gemeente bestaat uit tien dorpen (aldea), waarvan de grootste qua inwoneraantal: Bonito Oriental (code 021001), Corocito (021002) en San José del Cinco (021009).